# Medemblik
Medemblik  è un comune dei Paesi Bassi di 27 366 abitanti situato nella provincia dell'Olanda Settentrionale e nella regione della Frisia Occidentale.

## Monumenti e luoghi d'interesse

### Architetture militari
- Castello di Radboud o castello di Medemblik[1][2][3]